# Jevgenija Medveděvová (krasobruslařka)
Jevgenija Armanovna Medveděvová, rusky Евгения Армановна Медведева, (* 19. listopadu 1999, Moskva), známá také jako Zhenya Medvedeva (rusky: Женя Медведева), je ruská krasobruslařka. Na juniorské úrovni vyhrála Mistrovství světa juniorů 2015 a juniorské Grand Prix 2014-15. Na Mistrovství Evropy 2016 získala zlatou medaili, v Grand Prix 2015-2016 zlatou medaili, zvítězila na mistrovství Ruské federace 2016 a získala zlatou medaili na Mistrovství Evropy 2017. Je také dvojnásobnou mistryní světa z let 2016 a 2017. V roce 2018 skončila na mistrovství Evropy druhá za mladší krajankou Alinou Zagitovovou. Je dvojnásobnou stříbrnou medailistkou z olympijských her 2018.
Medveděvová je první krasobruslařkou, která vyhrála seniorské mistrovství světa rok po výhře na juniorském mistrovství světa, a také první krasobruslařkou, která vyhrála dvě seniorská mistrovství světa v řadě rok po výhře na juniorském mistrovství světa.
|           | Krátký program                                                                   | Volná jízda | Exhibice |
| --------- | -------------------------------------------------------------------------------- | --- | --- |
| 2019–2020 | - Exogenesis part III. Muse choreo. Ilya Aveburkh                                | Memoirs of Geisha choreo. Sh | |
| 2018–2019 | - Orange Colored Sky Natalie Cole choreo. David Wilson                           | Astor Piazzolla Medley Yo-Yo Ma choreo. David Wilson - Mumuki - Sur Regresso Al Amour - Libertango | - Beautiful Mess Kristian Kostov choreo. Jevgenija Medveděvová - Experience Ludovico Einaudi choreo. Jevgenija Medveděvová |
| 2017–2018 | - Nocturne in C-sharp minor, Op. posth. umělec Joshua Bell choreo. Ilia Averbukh | - Anna Karenina - Overture - Dance With me - I Understood Something - Too Late Dario Marianelli choreo. Daniil Gleichengauz, Ilia Averbukh - January Stars George Winston - Divenire Ludovico Einaudi - The Departure (Lullaby) (ze seriálu The Leftovers) Max Richter Dona Nobis Pacem 2 (ze seriálu The Leftovers) Max Richter | - Beautiful skladatelka Linda Perry umělec Christina Aguilera - Cucko Viktor Tsoi performed by Polina Gagarina from Battle for Sevastopol choreo. Eteri Tutberidze - Méditation (Thaïs) performed by Vladimir Spivakov, Sergei Bezrodny - Anna Karenina - Overture - Dance With Me - I Understood Something - Too Late by Dario Marianelli |
| 2016–2017 | - River Flows in You Yiruma - The Winter Balmorhea choreo. Ilia Averbukh         | - Extremely Loud and Incredibly Close (z filmu Extremely Loud and Incredibly Close) Alexandre Desplat - Piano Lesson with Grandma (z filmu Extremely Loud and Incredibly Close) Alexandre Desplat - Flying Dan Cullen choreo. Daniil Gleichengauz a Ilia Averbukh                                                                | - Méditation (Thaïs) umělec Vladimir Spivakov, Sergei Bezrodny - Mamarl Patax choreo. David Wilson - Parole parole Dalida and Alain Delon - Moi je joue Brigitte Bardot choreo. Daniil Gleichengauz - Vogue Madonna choreo. Daniil Gleichengauz - Moonlight Densetsu z anime Sailor Moon choreo. Daniil Gleichengauz                       |
| 2015–2016 | - Melodies of the White Night by Isaac Schwartz choreo. Alexander Zhulin         | - Dance For Me Wallis (z filmu W.E.) Abel Korzeniowski - Allegro René Aubry - Charms (z filmu W.E.) Abel Korzeniowski choreo. Ilia Averbukh a Igor Strelkin | - You Raise Me Up Celtic Women - Ostanus Gorod 312 - Tore My Heart Oona Garthwaite - Rama Lama (Bang Bang) Róisín Murphy - Stayin' Alive Bee Gees |
| 2014–2015 | - The Umbrellas of Cherbourg Michel Legrand choreo. Alexander Zhulin             | - Ein Sommernachtstraum Hans Günter Wagener - Tango Tschak by Hugues Le Bars choreo. by Eteri Tutberidze | - Stayin' Alive Bee Gees - Non, je ne regrette rien Édith Piaf |
| 2013–2014 | - Ballet Russe Frank Mills choreo. Eteri Tutberidze                              | - Nocturne (z La califfa) Ennio Morricone - Never Gonna Miss You Various Artists choreo. Eteri Tutberidze | - Russian Gypsy Music |
| 2012–2013 | - James Bond Theme choreo. Eteri Tutberidze                                      | - Na Katere Eugen Doga - Gramofon Eugen Doga choreo. Eteri Tutberidze | |
| 2011–2012 | - Rich Man's Frug Cy Coleman choreo. by Eteri Tutberidze                         | - Na Katere Eugen Doga - Gramofon Eugen Doga choreo. Eteri Tutberidze | |
| 2010–2011 | - Medley Charlie Chaplin choreo. Eteri Tutberidze                                | - Tsyganochka (rusky: Цыганочка) - Ekh raz, eshche raz (rusky: Эх раз, ещё раз) choreo. Eteri Tutberidze | |
| 2009–2010 | - Pro EliškuLudwig van Beethoven choreo. Eteri Tutberidze                        | - Memory (z muzikálu Kočky) Andrew Lloyd Webber choreo. Eteri Tutberidze | |